# Liebe: Ein unordentliches Gefühl

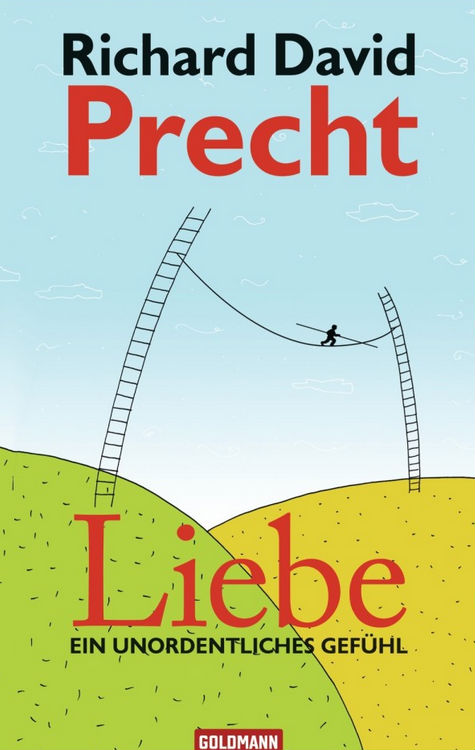
Buchcover

Liebe: Ein unordentliches Gefühl ist ein im Jahr 2009 veröffentlichtes Sachbuch des deutschen Philosophen und Publizisten Richard David Precht.

## Inhalt
Das Buch verknüpft die naturwissenschaftlich-biologische Seite von Sexualität und Liebe mit den psychologischen und gesellschaftlich-kulturellen Umständen des menschlichen Liebesverständnisses und Liebesverhaltens. Prechts Hauptthese ist, dass die geschlechtliche Liebe nicht aus der Sexualität, sondern aus der Eltern-Kind-Bindung entstanden ist. Das Bedürfnis nach Bindung und Nähe stamme aus der kindlichen Beziehung zu den Eltern und suche sich später in dem Geschlechtspartner eine Entsprechung. Liebe sei demnach eine Projektion von (früh-)kindlichen Liebesbedürfnissen und Liebeserfahrungen in den Partner der geschlechtlichen Liebe.

## Publikumserfolg
Von März 2009 bis Dezember 2009 stand das Buch auf der SPIEGEL-Bestsellerliste.

## Rezensionen
Katja Schwab schrieb in einer Rezension, dass es Precht verstehe, „charmant und amüsant wie nebenbei Wissen zu vermitteln“. Das Buch richte sich an unkundige Leser und eigne sich für Badewanne, Bahnfahrten und Bargespräche.
Susanne Schmetkamp urteilt in der Wochenzeitung Die Zeit, Prechts „offensiv vorgetragene Thesen“ seien „mitunter [...] spannend“, jedoch gäbe es „nichts Bahnbrechendes“. Wichtige Philosophen würden allerdings „zu kurz oder gar nicht erst vorkommen.“
Malte Dahlgrün, wissenschaftlicher Mitarbeiter am Institut für Philosophie an der Humboldt-Universität zu Berlin, bezeichnete das Buch in einem Verriss in der Süddeutschen Zeitung als „pseudowissenschaftliche Blamage“. Precht habe die von ihm kritisierten Theorien aus der Evolutionsbiologie und der evolutionären Psychologie „nicht einmal ansatzweise verstanden“. Er attestiert ihm weiterhin „Falschaussagen“ und „Halblügen“.

## Ausgaben
- Liebe: Ein unordentliches Gefühl. Goldmann Verlag (2009). ISBN 978-3-442-31184-2